# Dorothée de Kachine
 (janvier 2012).
Si vous disposez d'ouvrages ou d'articles de référence ou si vous connaissez des sites web de qualité traitant du thème abordé ici, merci de compléter l'article en donnant les références utiles à sa vérifiabilité et en les liant à la section « Notes et références ».
Dorothée de Kachine (en russe : Дорофея Кашинская, Dorofeïa Kachinskaïa) est une religieuse russe née en 1549 et morte le 24 septembre 1629 (4 octobre dans le calendrier grégorien) à Kachine. Elle vivait comme recluse et moniale à Moscou (Russie). 
Canonisée par l'Église orthodoxe, sainte Dorothée de Kachine est fêtée le 6 février du calendrier julien (19 février selon le calendrier grégorien).

## Biographie
L'ascète est née en 1549 et, selon certaines sources, était issue de la famille des princes Korkodinov de Smolensk, mais on ne sait pas quel nom portait cette femme avant son monachisme. Elle était mariée à Fiodor Lodyguine et avait un fils, Mikhaïl. Son mari meurt pendant le temps des troubles, probablement lors de la défense de Kachine contre les Polonais en 1609.
Après la mort de son mari, elle se retire au monastère de Sretenski, qui vient d'être dévasté, et s'installe au milieu des ruines dans une cellule exiguë. L'ascète utilise tous les moyens dont elle dispose pour restaurer le monastère et aider les pauvres de Kachine. Pendant vingt ans, elle s'est astreinte à l'ascèse dans le monastère, prononçant en 1615 le skhima sous le nom de Dorothée.
Elle meurt en 1629 et est enterrée sur le territoire du monastère.